# Port-Saint-Louis-du-Rhône
 Port-Saint-Louis-du-Rhône  es una comuna (municipio) de Francia, en la región de Provenza-Alpes-Costa Azul, departamento de Bocas del Ródano, en el distrito de Arlés. Es cabecera del cantón de homónimo, que coincide con la comuna.
Su población en el censo de 1999 era de 8.121 habitantes. La aglomeración urbana coincide con la comuna.
Está integrada en el Syndicat d’agglomération nouvelle Ouest Provence.
- Datos: Q268765
- Multimedia: Port-Saint-Louis-du-Rhône / Q268765

1. ↑  Worldpostalcodes.org, código postal n.º 13230.
2. ↑  INSEE, Datos de población para el año 2012 de Port-Saint-Louis-du-Rhône (en francés).